# ナウム・エイチンゴン

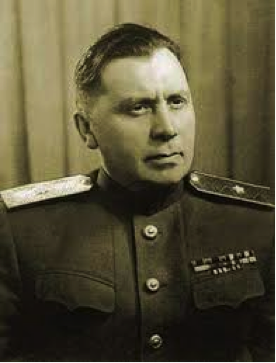
ナウム・エイチンゴン

ナウム・イサーコヴィチ・エイチンゴン（ロシア語: Нау́м Исаа́кович Эйтинго́н、ヘブライ語: נחום אייטינגון、1899年12月6日 - 1981年5月3日）は、ソ連の職業的諜報員。レフ・トロツキー暗殺の直接の指揮者。スヴォーロフ勲章を2度受章した唯一の諜報員。

## 出自
白ロシア・モギリョフ県シクロフ市の製紙工場従業員の家庭に生まれる。民族はユダヤ人。モギリョフ商業学校を卒業。1917年、社会革命党左派メンバー。1918年、赤軍入隊。1919年4月、モスクワの全ロシア労働調整官会議附属課程に送られた。同年9月、白ロシアに戻り、ゴメリでの反ソ蜂起鎮圧に参加。1920年春、チェーカーの仕事に移る。1921年、ゴメリ県チェーカー副議長。ポーランド領土からゴメリに侵入したブラク＝バラホヴィッチの部隊と戦闘を行い、有名な冒険主義者オッペルプートの逮捕、ボリス・サヴィンコフの組織の撃滅に参加。
1923年5月、モスクワに召還され、フェリックス・ジェルジンスキー長官推薦により統合国家保安局（OGPU）の全権代表、後に東方課班長に任命された。1925年、労農赤軍参謀本部軍事アカデミー東洋部修了。1925年10月、OGPU外国課に編入され、トルコ・上海に派遣された。

## 諜報員
- 1926年から在上海ソ連副領事職をカバーとして北京支局を指揮し、1927年からはハルビン支局も指揮した。当時、満州で国民党に捕まったソビエト軍事顧問団の解放、国民党による在上海ソ連領事館奪取の阻止に働いた。
- 1929年春、トルコに派遣され、各国の在イスタンブール大使館の秘密情報の入手に努めた。帰国後、レオニード・ナウモフ（Леонид Наумов）の偽名を受け入れ、OGPU総局長附属特別グループ副長に任命された。アメリカに数回入国し、秘密エージェント網を構築した。（スダプラトーフの回顧録、「KGB　衝撃の秘密工作」によればゾルゲ事件の宮城与徳のリクルートをしたのはエイチンゴンだという）
- 1936年、スペイン内戦勃発後、在スペイン駐在工作主任アレクサンドル・オルロフの下で副主任。レオニード・コトフ（Леонид Котов）の偽名でマドリードに派遣。スペインでは、保安機関の訓練、ゲリラ戦の指導、諜報・防諜活動に従事した外、バルセロナのスペイン共産党の女性党員マリア・カリダド・メルカデル・デル・リオを愛人とし、その息子ラモン・メルカデルと共にエージェントとして徴募した。
- 1937年には、スペインが保有していた5億ドル以上の金塊をモスクワに持ち出した。
- 1938年秋、オルロフ亡命後、主任。
- 1939年、共和国派の敗北後、顧問団と義勇兵のソ連撤収を実施。
- 1940年、ラモン・メルカデルによるトロツキー暗殺を指揮。同部隊にいたメンバーが粛清される中、彼のみが粛清から逃れる。
- 1941年春、帰国。1941年6月17日、レーニン勲章を受章。
- 1941年7月、ソ連内務人民委員部（NKVD）附属特別グループ副長として、敵後方での破壊工作を組織し、破壊工作を任務とする独立特別任務自動車化狙撃旅団（OMSBON）の編成に従事した。その外、無線による偽情報を流布し、ドイツ軍を欺偏する「モナストゥイリ」、「ベレジノ」作戦を指揮した。
- 1945年、第2次世界大戦中の特殊任務の遂行に対して、エイチンゴンには、二等スヴォーロフ勲章、アレクサンドル・ネフスキー勲章が授与され、国家保安少将に昇進した。

## 原爆獲得工作
パーヴェル・スドプラートフが率いる「核スパイ」問題に従事する特殊部署、С部（エスグループ、スドプラートフ部とも）が創設された時、エイチンゴンは、その第一次長となり、核物理学者と諜報機関の協力の組織に貢献した。更にブルガリアのウラン鉱山のコントロールに関する作戦にも参加した。1945年2月、ロドプス山地に高品質のウラン鉱山が見つかったとの情報が入り、そのウランは、ソ連最初の原子炉に利用された。その後、ソ連国内では、より大きく、高品質なウラン鉱山が見つかったが、この事実を隠蔽し、ブルガリアのウランが必須であるとの印象をアメリカ人に与えるために、エイチンゴンは、広範な偽情報を流布し、アメリカ国防総省を誤認に導いた。同時に、純粋な諜報業務にも従事し続けた。
1946年～1947年、ルドルフ・アベル（ウィリアム・フィッシャー）の出国準備を指揮。1947年2月から「DR」（破壊工作）課副課長、1950年9月から国家保安省（MGB）国外破壊工作業務局長として働いた。1951年10月、ユダヤ人であった彼は、他の多くのMGB職員と同様に、いわゆる「MGBにおけるシオニストの陰謀事件」で逮捕された。
スターリンの死後、1953年3月、彼は釈放され、国家保安機関に復帰した。同年5月、ソ連内務省第9課（諜報・破壊工作）副課長に任命。同年7月、「ベリヤ事件」関連で再逮捕。1957年、懲役12年の判決を受け、ウラジーミル刑務所に収監。1964年に釈放され、1965年からは、多彩な語学力を買われて「外文出版部」の上級編集委員として働いた。1981年に81歳で死去、1992年4月になって初めて死後の名誉回復。
戦勝55周年の2000年5月、エイチンゴンが過去受章したレーニン勲章、2等スヴォーロフ勲章、アレクサンドル・ネフスキー勲章、赤旗勲章2個、その他多くのメダルが、彼の子息達に返還された。

## 参考資料

### 伝記
- «Наум Эйтингон - карающий меч Сталина»（ナウム・エイチンゴン－スターリンの警備の盾）, Шарапов Э.П, С-Пб., «Нева», 2003年 ISBN 978-5-7654-3121-4

### 映画・テレビ
- «Засекреченная любовь»（秘密指定された愛）、2006年、エイチンゴンと妻ムーザ・マリノフスカヤの夫婦愛を描くドキュメンタリー映画
- «Наум Эйтингон. Последний рыцарь советской разведки»（ナウム・エイチンゴン。ソビエト諜報最後の騎士）、2007年、ドキュメンタリー映画
- «Живая история. Наум Эйтингон - разведчик особого назначения»（生きた歴史。ナウム・エイチンゴン－特別任務諜報員）、2009年、テレビ・ドキュメンタリー「生きた歴史」シリーズ